# Trophée des champions 2012
La Supercoppa di Francia 2012 (ufficialmente Trophée des champions 2012) è stata la trentaseiesima edizione della Supercoppa di Francia, la diciassettesima organizzata dalla Ligue de Football Professionnel.
Si è svolta il 28 luglio 2012 alla Red Bull Arena di Harrison tra il Montpellier, vincitore della Ligue 1 2011-2012 e l'Olympique Lione, vincitore della Coppa di Francia 2011-2012.
A conquistare il titolo è stato l'Olympique Lione che ha vinto per 4-2 ai rigori dopo il 2-2 dei tempi regolamentari.

## Partecipanti
| Squadre         | Qualificazione                             | Partecipazioni precedenti (il grassetto indica la vittoria) |
| --------------- | ------------------------------------------ | ----------------------------------------------------------- |
| Montpellier     | Vincitore della Ligue 1 2011-2012          | Nessuna                                                     |
| Olympique Lione | Vincitore della Coppa di Francia 2011-2012 | 9 (1967, 1973, 2002, 2003, 2004, 2005, 2006, 2007, 2008)    |

## Tabellino
| Arbitro: | Gonzalez |

|                                       |                      |                                    |
| Utaka 27’ Herrera 55’ (rig.)          | Marcatori            | 44’ Gomis 77’ Briand               |
| Charbonnier Camara Bedimo Yanga-Mbiwa | Tiri di rigore 2 – 4 | Fofana Cissokho Koné Benzia Briand |

| Montpellier | O. Lione |

### Formazioni
| Montpellier:    |    |                       |     |     |
|                 |    |                       |     |     |
| P               | 16 | Geoffrey Jourdren     |     |     |
| D               | 12 | Daniel Congré         |     |     |
| D               | 3  | Mapou Yanga-Mbiwa (c) | 61’ |     |
| D               | 4  | Hilton                |     |     |
| D               | 5  | Henri Bedimo          | 80’ |     |
| C               | 13 | Marco Estrada         | 79’ |     |
| C               | 23 | Jamel Saihi           |     |     |
| C               | 20 | Rémy Cabella          |     | 65’ |
| C               | 7  | John Utaka            |     |     |
| C               | 8  | Anthony Mounier       |     | 81’ |
| A               | 11 | Emanuel Herrera       |     | 75’ |
| A disposizione: |    |                       |     |     |
| P               | 1  | Laurent Pionnier      |     |     |
| D               | 27 | Cyril Jeunechamp      |     |     |
| C               | 6  | Joris Marveaux        |     |     |
| C               | 18 | Karim Aït-Fana        |     |     |
| C               | 22 | Benjamin Stambouli    |     | 81’ |
| A               | 9  | Gaëtan Charbonnier    |     | 75’ |
| A               | 19 | Souleymane Camara     |     | 65’ |
| Allenatore:     |    |                       |     |     |
| René Girard     |    |                       |     |     |

| Olympique Lione: |    |                     |     |     |
|                  |    |                     |     |     |
| P                | 1  | Hugo Lloris         |     |     |
| D                | 14 | Mouhamadou Dabo     |     | 82’ |
| D                | 3  | Cris                |     |     |
| D                | 4  | Bakary Koné         |     |     |
| D                | 20 | Aly Cissokho        |     |     |
| C                | 21 | Maxime Gonalons (c) |     |     |
| C                | 15 | Gueïda Fofana       |     |     |
| C                | 8  | Yoann Gourcuff      |     |     |
| C                | 10 | Alexandre Lacazette | 30’ |     |
| C                | 19 | Jimmy Briand        |     |     |
| A                | 18 | Bafétimbi Gomis     |     | 66’ |
| A disposizione:  |    |                     |     |     |
| P                | 30 | Rémy Vercoutre      |     |     |
| D                | 13 | Anthony Réveillère  |     | 82’ |
| D                | 23 | Samuel Umtiti       |     |     |
| C                | 7  | Clément Grenier     |     |     |
| C                | 12 | Jordan Ferri        |     |     |
| C                | 24 | Jérémy Pied         |     |     |
| A                | 25 | Yassine Benzia      |     | 66’ |
| Allenatore:      |    |                     |     |     |
| Rémi Garde       |    |                     |     |     |